# サウサンプトン (軽巡洋艦・初代)
|          |                                                                                    |
| 艦歴     |                                                                                    |
| 発注     |                                                                                    |
| 起工     | 1911年4月6日                                                                       |
| 進水     | 1912年5月16日                                                                      |
| 就役     | 1912年11月                                                                         |
| 退役     |                                                                                    |
| その後   | 1926年7月13日にスクラップとして売却                                                |
| 除籍     |                                                                                    |
| 性能諸元 |                                                                                    |
| 排水量   | 5,400トン                                                                          |
| 全長     | 457 ft (139 m) Overall                                                             |
| 全幅     | 49 ft 10 in (15.2 m)                                                               |
| 吃水     | 17 ft 8 in (5.4 m) (maximum)                                                       |
| 機関     | カーチス式蒸気タービン、4軸推進、 ヤーロウ缶12基、25,000hp                         |
| 最大速   | 25.5ノット (47 km/h)                                                               |
| 乗員     | 429-440名                                                                          |
| 兵装     | 6インチMk XI 砲8門、 3インチ砲1門、 3ポンド砲4門、 機銃4基、 21インチ魚雷発射管2門 |

サウサンプトン (HMS Southampton) はイギリス海軍の軽巡洋艦。チャタム級。

## 艦歴
1911年4月6日起工。1912年5月16日進水。1912年11月就役。
最初、「サウサンプトン」は地中海で活動する第2軽巡洋艦戦隊に配属された。1914年、「サウサンプトン」は紅海へ派遣された。同年11月、ドイツ巡洋艦「ケーニヒスベルク」に対する作戦に関与する。1915年5月、「サウサンプトン」はガリポリ上陸支援に従事。1916年、「サウサンプトン」は本国海域に戻りグランドフリートの第3軽巡洋艦戦隊に編入されてヘルゴラント・バイト海戦に参加した。ユトランド沖海戦には第2軽巡洋艦戦隊の旗艦として参加し、ドイツ巡洋艦「フラウエンロープ」を雷撃で沈めた。1916年5月26日、触雷損傷。
1926年7月13日にスクラップとして売却された。